# True Movies
True Movies – brytyjska filmowa stacja telewizyjna, należąca do Sony Pictures Television, została uruchomiona 29 kwietnia 2005. Od 10 września 2019 nadaje pod nazwą Sony Classic.

## Historia
Przed uruchomieniem True Movies w dniu 29 kwietnia 2005 r. kanał był wcześniej nienazwaną usługą w niepełnym wymiarze czasu znalezioną w TWC ReLoaded od 1 marca 2005 r., a następnie 21 marca 2005 r. zmieniono nazwę na Movies 333.
Wkrótce Sony kupił kanał Movies 333, a po premierze True Movies znalazło się na szczycie wszystkich kanałów filmowych w sierpniu 2005 roku,  z 0,5% udziałem w oglądalności, wyższym niż ustanowiony abonament Sky Movies 1 (0,4%) i Turner Classic Movies (0,3%). Wraz z pojawieniem się innych kanałów i usług filmowych w 2006 r. udział w widowni spadł do 0,1–0,2%.
Siostrzany kanał True Movies, True Movies 2, został uruchomiony 20 marca 2006 r. z podobnym programowaniem. Nazwa kanału została zmieniona na True Movies 1 od sierpnia 2009 r., czyli od startu True Entertainment, ale po zastąpieniu True Movies 2 przez serwis +1 w 2016 r., stacja została ponownie przemianowana na True Movies.
W dniu 6 września 2011 r. kanał został udostępniony w UPC Ireland (teraz Virgin Media Ireland)
Od 2013 roku kanał tymczasowo zmienił nazwę na True Christmas, od końca września do początku stycznia – w tym czasie pokazywał tylko filmy świąteczne.

## Programy
- Assault at West Point
- Before Women Had Wings
- Deep in My Heart
- Fatal Love
- First Do No Harm
- Invisible Child
- Noble House
- Our Sons
- Perfect Murder, Perfect Town
- Saved by the Light
- Sudie and Simpson
- The Amy Fisher Story
- The Day of the Roses
- Without Evidence